# Antoine-René de Bardonnenche
Antoine-René de Bardonnenche né le 17 juin 1721 à Grenoble et mort le 6 octobre 1783 à Varces,, est un prélat français de l'Église catholique romaine. Il est évêque de Vence du 15 mars 1772 au 6 octobre 1783.

## Biographie

### Famille
Antoine-René de Bardonnenche est le fils du chevalier René Alexandre de Bardonnenche, vicomte de Trièves, seigneur du Monestier, seigneur de Toranne, de Trésanen de Clelles, de Saint-Martin-de-Clelles, de Vassieux-en-Vercors, mort en 1745, et de son épouse Marie Lestang de Murat, fille d'Antoine Lestang de Murat, président à mortier au Parlement du Dauphiné et de Virginie Davity. René Alexandre de Bardonnenche et Marie Lestang de Murat se sont mariés le 3 mai 1714.
Antoine-René de Bardonnenche a trois sœurs religieuses et quatre frères :
- Antoine-César de Bardonnenche, vicomte de Trièves, président au Parlement de Dauphiné en 1740, qui épouse, le 25 août 1743[4], Marie-Madeleine de Vachon-de-Belmont[3], fille de Nicolas Vachon de Belmont et de Justine de La Porte de l'Arthaudière[note 1],[5].
- David-Anselme de Bardonnenche[3].
- Abel-André de Bardonnenche, chanoine de l'église noble de Saint-Chef[3].
- Charles-Gabriel, capitaine au régiment d'infanterie du roi[3].

Antoine-René de Bardonnenche nait dans une famille de la veille noblesse dauphinoise à laquelle son aisance a ouvert les portes des charges du Parlement de Dauphiné. Les bardonnenche prétendent descendre de Constant et de Pierre de Bardonnèche qui ont échangé, le 13 novembre 1333, leurs parts de la co-seigneurie de Bardonnèche, en Briançonnais, contre huit parts dans celle du Percy,.
L'opulence de la famille provient surtout du Trièves où elle possède quatre seigneuries et une vingtaine de domaines agricoles qui rapportent en 1773, 28000 livres de revenus annuels. Le vicomte de Trièves possède un hôtel particulier à Grenoble, un château à Monestier-de-Clermont et une maison de maître à Roissard. Les membres de la famille sont instruits et curieux : à sa mort, la bibliothèque de René Alexandre de Bardonnenche se compose de 780 ouvrages.

### Carrière
Antoine-René de Bardonnenche est prêtre et chanoine de la cathédrale Notre-Dame de Grenoble. Il représente, en cette qualité la province ecclésiastique de Vienne à l'assemblée extraordinaire que le clergé du royaume de France tient à Paris, au Couvent des Grands-Augustins, le 27 mai 1748 .
Il est aussi grand archiprêtre du Viennois, puis du Drac.
Antoine-René de Bardonnenche devient prieur commendataire de Romette le 17 septembre 1748. Le prieuré n'est plus à cette époque qu'un maigre bénéfice ecclésiastique qui peine à servir les revenus du prieur, du sacristain et du pitancier qui en sont les seuls religieux et qui n'y résident quasiment jamais. Le successeur d'Antoine-René de Bardonnenche en tant que prieur commendataire de Romette, l'abbé De Ros de Cabrius, tire, en 1789, 1500 livres de revenu de cette fondation religieuse,.
En 1749, Antoine-René de Bardonnenche est nommé vicaire général du diocèse de Vienne.
Après le décès, survenu le 27 septembre 1771 de l'évêque de Jean de Caulet, Louis XV désigne pour lui succéder, l'évêque de Vence Jean de Cairol de Madaillan. Il propose, dès le 2 novembre 1771, Antoine-René de Bardonnenche pour occuper le siège épiscopal que ce transfert libère. Le pape Clément XIV approuve la nomination du nouvel évêque de Vence au cours d'un consistoire qu'il tient le 27 janvier 1772.
Antoine-René de Bardonnenche est sacré dans la Cathédrale Notre-Dame d'Embrun, le 15 mars 1772 par l'archevêque d'Embrun, Pierre-Louis de Leyssin, assisté de l'évêque de Digne, Pierre-Paul du Caylar et de l'évêque de Grasse François d'Estienne de Saint-Jean de Prunières. Le 7 avril 1772, Antoine-René de Bardonnenche fait enregistrer son serment de fidélité au roi.
L'évêché de Vence n'est pas vraiment une bonne affaire car il compte seulement 22 paroisses et figure parmi les plus pauvres de France. Trois de ces paroisses, Bouyon, Gattières et Le Broc, appartenaient d'ailleurs au Comté de Nice qui faisait alors partie des États de Savoie, et venaient d'être rattachée à la Provence, en 1760, dans le cadre des rectifications de frontière et des échanges de territoires conclus par les négociateurs du Traité de Turin.
En 1771, selon l'Almanach royal, Jean de Cairol de Madaillan en retire 7000 Livres de revenu annuel. Le prince-évêque de Grenoble, Jean de Caulet, tire de son diocèse 28000 Livres de revenu chaque année.

### Monographies et ouvrages généraux
- François-Alexandre Aubert de La Chesnaye Des Bois et Jacques Badier, Dictionnaire de la noblesse : contenant les généalogies, l'histoire et la chronologie des familles nobles de France., Paris, Schlesinger frères, 1863 (lire en ligne).
- Vital Chomel (Directeur des services d'archives de l'Isère), Fond de la famille de Bardonnenche (Bardonnèche) 1225-1867 : Répertoire numérique, Grenoble, Archives départementales de l'Isère, 1969 (lire en ligne).
- Théodore Gautier (Auteur principal) et Paul Guillaume (Éditeur scientifique), Histoire de la ville de Gap et du Gapençais, t. II, Gap, Imprimerie et librairie alpines, 1910, 576 p. (lire en ligne).
- Pierre-Philippe Grappin, Almanach historique de Besançon et de la Franche-Comté pour l'année 1785, Besançon, Jacques-François Couché, 1785 (lire en ligne).
- André-François Le Breton (Directeur de la publication), Almanach royal... : exactement supputé sur le meridien de Paris. Où l'on marque les eclypses, le lever & le coucher du soleil, le mouvement de la lune, les jours de foires, le journal du palais, la demeure des messagers, le départ des couriers, le tarif des monnoies, & la liste des bureaux de Messieurs des finances et leurs départemens, avec ceux des Fermiers generaux, & autres particularitez, Paris, Imprimerie de Le Breton, 1771 (lire en ligne).
- Aymar de Nicolaï, Procès-verbal de l'Assemblée Générale Extraordinaire du Clergé de France, tenue à Paris au couvent des Grands Augustins, Paris, Guillaume Desprez et Pierre-Guillaume Cavelier, 1748 (lire en ligne).
- Gustave de Rivoire de La Bâtie, L'armorial de Dauphiné : contenant les armoiries figurées de toutes les familles nobles & notables de cette province, accompagnées de notices généalogiques complétant jusqu'à nos jours les nobiliaires de Chorier et de Guy Allard., Lyon, Louis Perrin, 1867, 819 p. (lire en ligne).
- Adolphe Rochas, Biographie du Dauphiné : contenant l'histoire de tous les hommes remarquables de cette province dans les lettres, les sciences, les arts, etc. et le catalogue complet de leurs ouvrages avec la description de leurs portraits., t. 1, Paris, Charavay, 1858, 464 p. (lire en ligne).
- Eugène Tisserand, Histoire de Vence, cité, évêché, baronnie, de son canton et de l'ancienne viguerie de Saint-Paul du Var., Paris, E. Belin, 1860, 312 p. (lire en ligne).
- Gilles-Marie Moreau, La cathédrale Notre-Dame de Grenoble, Paris, L'Harmattan, 2012, p. 116.

### Articles
- Denis Ghiraldi, « La curieuse destinée de l'abbé Chabert, curé de Gattières. », Recherches régionales, Alpes-Maritimes et Contrées limitrophes, Nice, Conseil départemental des Alpes-Maritimes, 35e année no 2 (avril-juin),‎ 1994, p. 67 à 84 (ISSN 2105-2891, lire en ligne).
- François Marin, « De Rome, le 29 janvier 1772 », La Gazette de France, no 15,‎ 21 février 1772 (lire en ligne).
- Denise Ogier, « Une famille de parlementaires dauphinois aux XVIIe siècle et XVIIIe siècles : la famille de Bardonnenche », Bulletin de la Société d'études des Hautes-Alpes (annuel), Gap, Société d'études des Hautes-Alpes,‎ 1972 (lire en ligne).